# 고종석
고종석(高宗錫, 1959년 9월 22일 ~ )은 대한민국의 전직 언론인이며 문학가, 수필가이자 언어학자이다.
1983년 성균관대학교 법학과를 졸업하고 1986년 서울대학교 대학원에서 언어학 석사, 프랑스 사회과학고등연구원에서 박사 과정을 거쳤다. 코리아타임스, 한겨레신문, 시사저널에서 경제부 기자, 문화부 기자, 파리 주재기자, 편집위원, 논설위원로 일했고, 1990년대 프랑스로 건너가 약 4년간 생활했다. 이후 국제통화기금(IMF) 사태로 인해 다시 귀국해 1999년 한국일보에 입사해 2005년까지 한국일보 논설위원을 역임했다. 이후 프리랜서로 활동하다가 2012년 9월 23일, 글쓰기를 통해 세상을 바꾸기는 어렵다며 절필을 선언했다. 이후로는 트위터로 활동하고 있다.

## 주요 작품
- <고종석의 낭만미래> (인터뷰집, 2013)
- <해피 패밀리> (소설, 2013)
- <언문세설>(개정판, 2013)
- <말들의 풍경> (개정판 2012, 초판 2007)
- <독고준>(소설, 2010)
- <어루만지다>(2009)
- <여자들>(2009)
- <경계긋기의 어려움>(2009)
- <도시의 기억> (2008)
- <감염된 언어>(2007, 초판 1999)
- <바리에떼>(2007)
- <발자국> (2007)
- <모국어의 속살>(2006)
- <신성동맹과 함께 살기>(2006)
- <고종석의 영어이야기>(2006)
- <엘리아의 제야>(소설집, 2003)
- <히스토리아>(2003)
- <서얼단상>(2002)
- <자유의 무늬>(2002)
- <코드훔치기>(2000)
- <국어의 풍경들> (1999)
- <제망매>(소설집, 1997)
- <사랑의 말, 말들의 사랑>(1996)
- <고종석의 유럽통신>(1995)
- <기자들>(소설, 1989) 등.